# Nancy Sumari
Nancy Abraham Sumari là một tác giả Tanzania, doanh nhân và từng là Hoa hậu Tanzania 2005. Cô là Giám đốc điều hành của Bongo5 Media Group (T) Ltd, Giám đốc điều hành của Quỹ Neghesti Sumari và The Jenga Hub. Ngoài ra, cô còn là tác giả xuất bản của loạt sách của trẻ em, Nyota Yako. Với Giải thưởng thanh thiếu niên châu Phi năm 2017, cô đã được xếp vào danh sách là một trong 100 người trẻ Châu Phi có ảnh hưởng nhất.

## Cuộc sống và giáo dục sớm
Sumari được sinh ra ở Arusha, cô là đứa con thứ ba trong số năm đứa con của gia đình. Cô được học tiểu học tại Blue Bells, Nairobi, Kenya và cô tham gia trường NBO Maasai ở Kenya để học trung học. Sau đó cô tốt nghiệp cử nhân quản trị kinh doanh tại Đại học Dar Es Salaam.

## Hoa hậu Tanzania và Hoa hậu Thế giới 2005
Nancy đã được chọn là Hoa hậu Tanzania 2005 và sau đó thi đấu tại Hoa hậu Thế giới 2005, nơi cô được xếp trong top 6, và giành danh hiệu Nữ hoàng Lục địa Châu Phi năm 2005.

## Nghề nghiệp
Nancy là người sáng lập và giám đốc điều hành của Tổ chức Neghesti Sumari có các chương trình và sáng kiến thúc đẩy việc sử dụng văn học, công nghệ và nông nghiệp để tạo ra giá trị. Cô đã tham gia vào các dự án của xã hội từ trao quyền cho phụ nữ để cố vấn thanh thiếu niên và đấu tranh cho nền giáo dục trẻ em chất lượng.
Nancy là tác giả xuất bản của cuốn sách của trẻ em có tiêu đề 'Nyota Yako' (Ngôi sao của bạn). Một cuốn sách được viết dưới hình thức bài thơ và hát về những bài hát của những người phụ nữ trong xã hội Tanzania, những người thành công trong vai trò của họ. Nó có ý nghĩa truyền cảm hứng cho phụ nữ châu Phi để theo đuổi ước mơ của họ.
Sáng kiến của cô giúp cho kết quả học tập giữa thanh niên và trẻ em thông qua các chương trình đọc viết kỹ thuật số và áp dụng các phương pháp tư duy thiết kế để tạo ra giá trị, cô đã giành được giải thưởng 'Nhà sản xuất thay đổi kỹ thuật số Tigo' ở Tanzania.
Nancy là thành viên của Cộng đồng bảo vệ toàn cầu của Diễn đàn Kinh tế Thế giới, một cựu sinh viên của Làng Toàn cầu và một Uỷ viên Mandela Washington 2017

## Cuộc sống cá nhân
Cô kết hôn với Luca Neghesti và họ có một cô con gái tên Zuri.